# Biserici de lemn din România

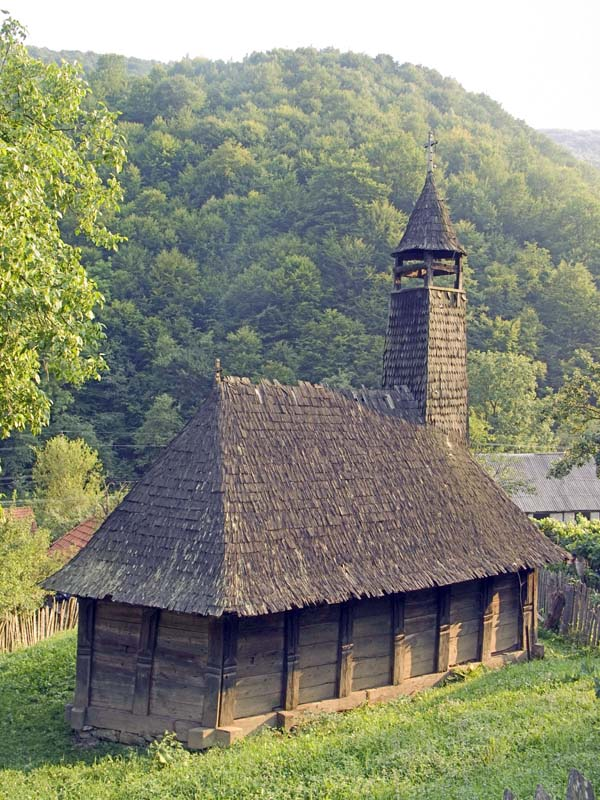
Vălari, Hunedoara: „ultimul templu dac”. Biserică de lemn într-o tehnică arhaică pe stâlpi, unică în România, datată din anul 1677. Foto: 2007

Bisericile de lemn din România formează un patrimoniu prețios pe plan național și mondial. Până la începutul secolului 20 românii au creat și s-au manifestat preponderent într-o civilizație a lemnului, de o bogăție, o varietate și un rafinament remarcabil, în care bisericile de lemn au atins vârful ei maxim de expresie. În acestea s-au înfiripat comunitățile creștine din sate și târguri și în jurul lor au luat ființă primele așezăminte monahale, singurele noastre centre culturale în decursul multor veacuri. În România se păstrează peste 1400 de biserici de lemn construite înainte de anul 1918. Valoarea lor în ansamblu este inestimabilă pentru cultura românească. Ele fac parte integrantă și definitorie din identitatea națională.

## Un ansamblu de valoare mondială

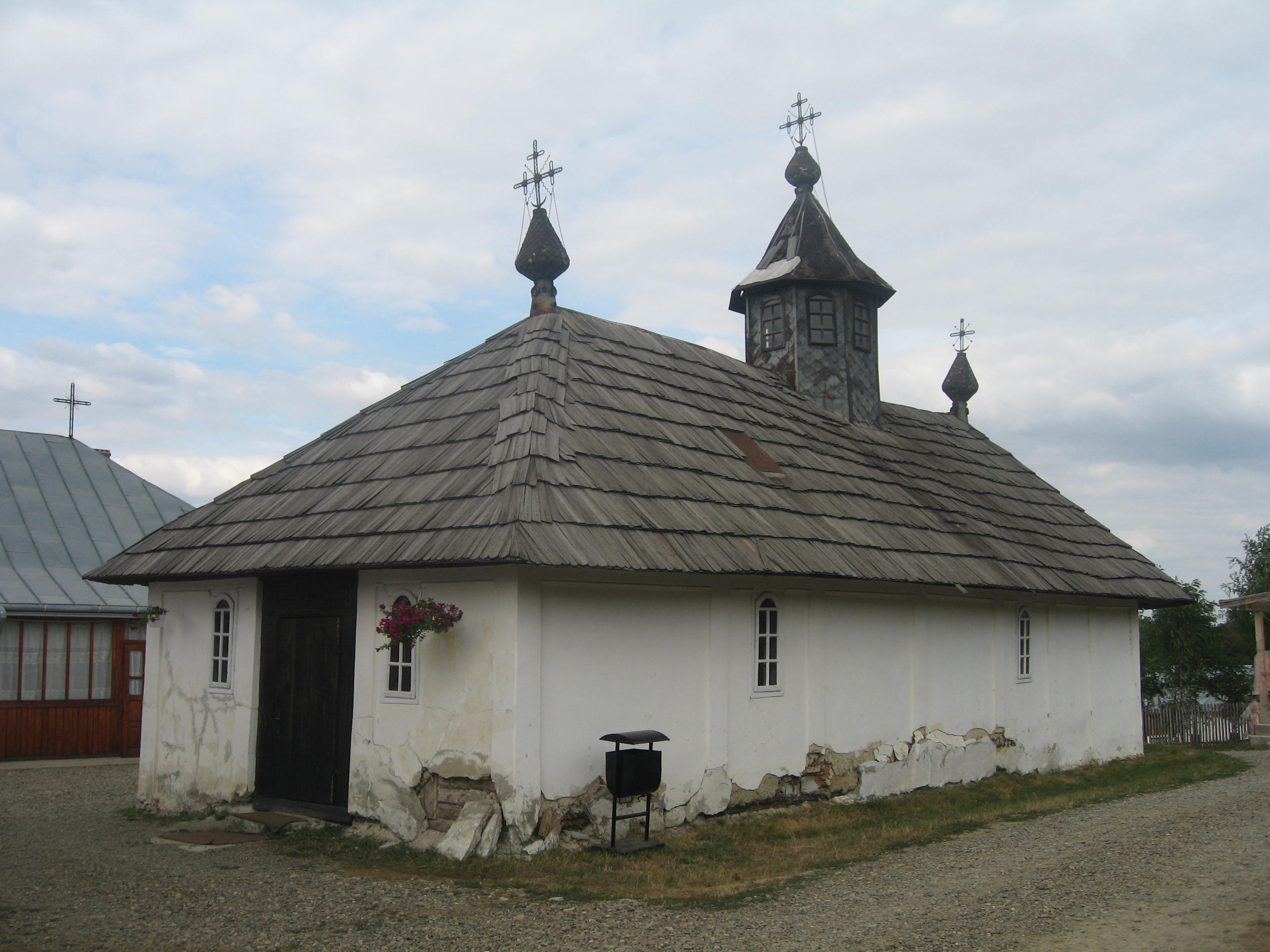
Mănăstirea Zosin, Botoșani: una dintre foarte rarele biserici cu pereți din împletitură de nuiele cunoscute în România și în Europa. Foto: 2009.

În România se păstrează circa 1440 de biserici de lemn ridicate până în anul 1918. Aproximativ 650 de biserici de lemn se găsesc în Transilvania și Banat, peste 490 sunt în Oltenia, Muntenia și Dobrogea și mai mult de 300 sunt în Moldova.
Bisericile de lemn din România formează un grup numeros, unitar și distinct în patrimoniul cultural și istoric al umanității. Valoarea lor constă în primul rând din nota distinctă pe care o manifestă în ansamblu și numai în al doilea rând din exemple particulare.
Selectarea a opt biserici de lemn din Maramureș pe lista patrimoniului mondial al UNESCO în 1999 este demnă de evidențiat. Însă acestea nu sunt, pe de-a întregul, cele mai reprezentative pentru Maramureș și cu atât mai puțin pentru întreaga țară. Exemple constructive, formale sau simbolice de unicat, rarisime, reprezentative sau revelatoare pentru întreg ansamblul se întâlnesc în toate regiunile țării și, uneori, unde te aștepți mai puțin. Acesta este motivul pentru care documentarea în profunzime a bisericilor de lemn este în cele mai multe locuri încă un deziderat de viitor pentru cercetarea românească. Din același motiv, dispariția sau mutilarea unor biserici de lemn izolate și anonime se resimte asupra întregului ansamblu ca niște pagini necitite, rupte din cartea de aur a patrimoniului din România.

## Diversitate în unitate
Bisericile de lemn din România prezintă câteva trăsături fundamentale comune. Dintre acestea, cele mai semnificative sunt planimetria dreptunghiulară - alungită între răsărit și apus, boltirea navei și acoperișul în patru ape. La acestea se adaugă, fără îndoială, calitatea execuției, căci nici în cele mai îndepărtate fundături de țară nu întâlnești o biserică de lemn făcută de bărdași simpli.
Dincolo de trăsăturile comune, bisericile de lemn prezintă o mare varietate tehnică, formală și decorativă. Cercetătorii le grupează pe regiuni, motivați îndeosebi de condițiile diferite în care comunitățile au trăit și ridicat lăcașuri de rugăciune de-a lungul vremii. Împărțirile și subîmpărțirile sunt date și de manifestarea unor trăsături formale specifice regionale. În alte situații subîmpărțirile au doar un substrat administrativ.
- Biserici de lemn din Moldova
- Biserici de lemn din Bucovina
- Biserici de lemn din Transilvania
- Biserici de lemn din Banat
- Biserici de lemn din Crișana
- Biserici de lemn din Țara Românească
- Biserici de lemn din Dobrogea

Pe teritoriul de azi al României trăiesc comunități minoritare care și-au manifestat la rândul lor talentul în construcții de lemn de cult. În Transilvania se păstrează două biserici de lemn reformate și numeroase turnuri-clopotniță de lemn, caracteristice maghiarilor din Transilvania și Ungaria. La Piatra Neamț se mai păstrează ultima sinagogă de lemn. În nordul Moldovei se disting mai multe biserici de lemn cu trăsături comune celor din Ucraina, îndeosebi în satele locuite de ucraineni. Deoarece comunitățile etnice majoritare-minoritare au trăit împreună de-a lungul multor secole, ele s-au inspirat reciproc și și-au îmbogățit una altora paleta formelor de expresie, dând naștere unor lăcașe cu trăsături comune.
Bisericile de lemn caracteristice românilor se întâlnesc în mod firesc și dincolo de hotarele de azi ale României. Se remarcă îndeosebi bisericile de lemn din Republica Moldova, precum și cele din regiunile Cernăuți și Transcarpatia din Ucraina. În aceste părți apar de asemenea numeroase influențe și împrumuturi reciproce inovatoare în formele lăcașelor de cult ale românilor și ucrainenilor. La sud de Dunăre, în Serbia, se păstrează câteva biserici de lemn în zona Morava-Timoc, asemănătoare celor din Oltenia și Banat.

## Întâietate

Hăpria, Alba: înaintea demolării se puteau observa structura de lemn din secolul 18 și altarul de zid din 1852. Foto: 2006

Peste tot la români, în toate săliștile, târgurile și așezămintele monahale, primele lăcașe de cult au fost ridicate mai mult sau mai puțin din lemn. Marile catedrale, biserici, mănăstiri, vechile noastre vetre de spiritualitate și cultură, au mai toate o bisericuță de lemn la începutul destinului lor. Această întâietate a lemnului în arhitectura noastră sacrală se datorează atât bogăției naturale, în codrii altădată nesfârșiți, cât și unei puternice tradiții în arta lemnarilor.
Odată cu închegarea structurilor statale, în evul mediu, arhitectura de zid a concurat și înlocuit progresiv pe cea de lemn. În Țara Românească și Moldova a avut loc mai întâi prin ctitorii domnești și boierești, continuate mai târziu și de cele obștești. Acest proces a fost susținut prin legi în Ardeal încă din secolul 18, iar după 1848 ierarhii ardeleni au cerut țăranilor să-și înlocuiască vechile biserici de lemn, identificate cu iobăgia, cu altele moderne de zid, care să exprime un nou statut social. În secolul 19 și 20 procesul de înlocuire a vechilor biserici de lemn cu cele de zid a luat amploare în toată țara. În jumătatea de secol de comunism procesul a fost mult frânat însă a explodat și mai puternic după 1989.
În secolele de coexistență și chiar concurență, arhitectura sacrală de lemn și cea de zid s-au împletit și influențat reciproc. Datorită statutului mai ridicat acordat celei din urmă, meșterii de lemn au preluat și adaptat, în timp, unele elemente formale și decorative din modelele de zid. Acest fenomen se remarcă îndeosebi în Vâlcea și Argeș unde arhitectura religioasă a fost dominată încă de timpuriu de marile ctitorii de zid. În secolele 18 și mai ales 19 multe biserici de lemn din această zonă au fost tencuite și pictate imitând înadins pe cele de zid. Unele biserici de lemn au fost chiar completate cu iconostase, altare sau pridvoare de zid. În Moldova, pereții înalți și absidele laterale sunt elemente preluate din marile ctitorii de zid din mănăstiri. În Ardeal, turnurile sunt inspirate de modele gotice sau baroce din arhitectura de zid.
Tradiția ridicării bisericilor de lemn s-a dovedit foarte puternică în mediul rural până în a doua jumătate a secolului 19. Din acest motiv ea și-a lăsat amprenta asupra unor biserici din secolele 18, 19 și chiar 20, ridicate din materiale mai durabile. Dacă modelul arhitectonic nu era impus de ierarh sau ctitori, după exemple moderne, dacă nu se aflau meșteri zidari consacrați sau când lipseau resursele materiale, se apela, în mod firesc, la formele tradiționale, cu structurile problematice ridicate din lemn, precum bolțile și turnurile. Astfel de exemple se regăsesc în toate provinciile, confundându-se uneori cu cele de lemn.

## Tehnici constructive

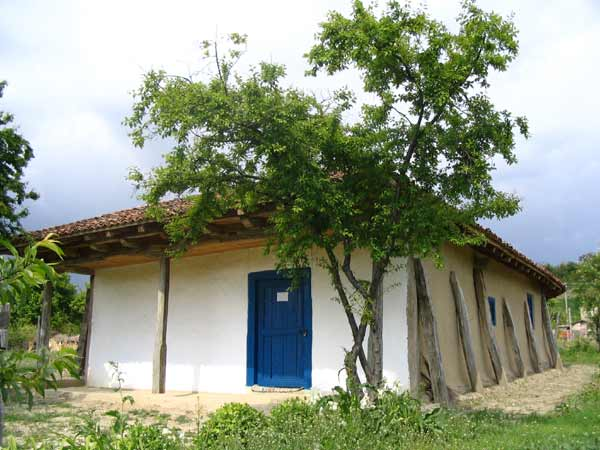
Izvoarele, Constanța: o relicvă tehnică din preistorie. Incintă sacră în furci, cu stâlpi înfipți în pământ și pereți de nuiele acoperite cu lut. Foto 2001.

Din punct de vedere constructiv bisericile de lemn din România se pot împărți în câteva grupe principale: cu structură în cheotori, în căței, în furci și bordeie.
Bisericile de lemn în cheotori domină în toată țara și prezintă un grup valoros și semnificativ, cu caracteristici distincte în arhitectura sacrală de lemn din Europa.
Circa 12-13 biserici în căței se mai păstrează în vestul țării, îndeosebi în Banat. În Ținutul Pădurenilor se distinge o biserică ridicată într-o tehnică arhaică pe stâlpi, asemănătoare cu cea în căței. Trei biserici în căței cu pereți de nuiele se mai păstreză în Moldova și una în Basarabia. Un mic grup de biserici în furci de lemn, cu pereți împletiți din nuiele, se mai păstrează în Dobrogea. Bisericile de lemn în căței și în furci sunt printre cele mai rare dacă nu chiar ultimele care se mai păstrează în Europa și de aceea au valoare de unicat pentru patrimoniul național și european.
Ultimele biserici bordei au dispărut din sudul țării la începutul secolului 20. Bisericile bordei au prezentat trăsături arhaice cu caracter unic, dar s-au stins înainte de a le documenta și recunoaște cu adevărat valoarea excepțională.
Bisericile de lemn sunt interesante din punct de vedere constructiv. În ele se conservă o adevărată colecție de rezolvări tehnice cu rădăcini din epoci preistorice și îmbunătățiri de-a lungul timpului, constituind adevărate izvoare de cercetare ale evoluției adăposturilor umane. Aici se întâlnesc soluții comune bisericilor de lemn de pe arii largi ale continentului, caracteristice unor zone și particulare. Tot aici se pot identifica raporturile cu arhitectura tradițională.
Principalele tehnici constructive întâlnite la bisericile de lemn din România sunt:
- Biserici de lemn în cheotori
- Biserici de lemn în căței
- Biserici de lemn în furci
- Biserici de lemn bordei

## Ierusalimul ceresc
Bisericile de lemn românești au ca punct de plecare în arhitectura lor imaginea Ierusalimului ceresc. Întreaga construcție este structurată simbolic și fizic în jurul acestei imagini. Precum îngerul din revelația lui Ioan, meșterul de biserici de lemn avea ca prototip în lucrarea sa o încăpere la care „lungimea și lărgimea și înălțimea ei sunt deopotrivă”. Modelul acesta se regăsește mai mult sau mai puțin explicit în inima lăcașului, care este chiar naosul (nava), singura încăpere care poartă la sate cu adevărat numele de biserică. Celalte încăperi sunt desfășurate în prelungire și au apărut în timp pentru funcțiuni desprinse din cea esențială a euharistiei: altarul, tinda, pridvorul, turnul. Bolta sau cupola, în limbajul comun numită „cerul bisericii”, este nelipsită din bisericile de lemn din România, și a fost introdusă în naos tocmai pentru a sublinia prezența lumii cerești și sacralitatea acestui spațiu.

## Limite constructive

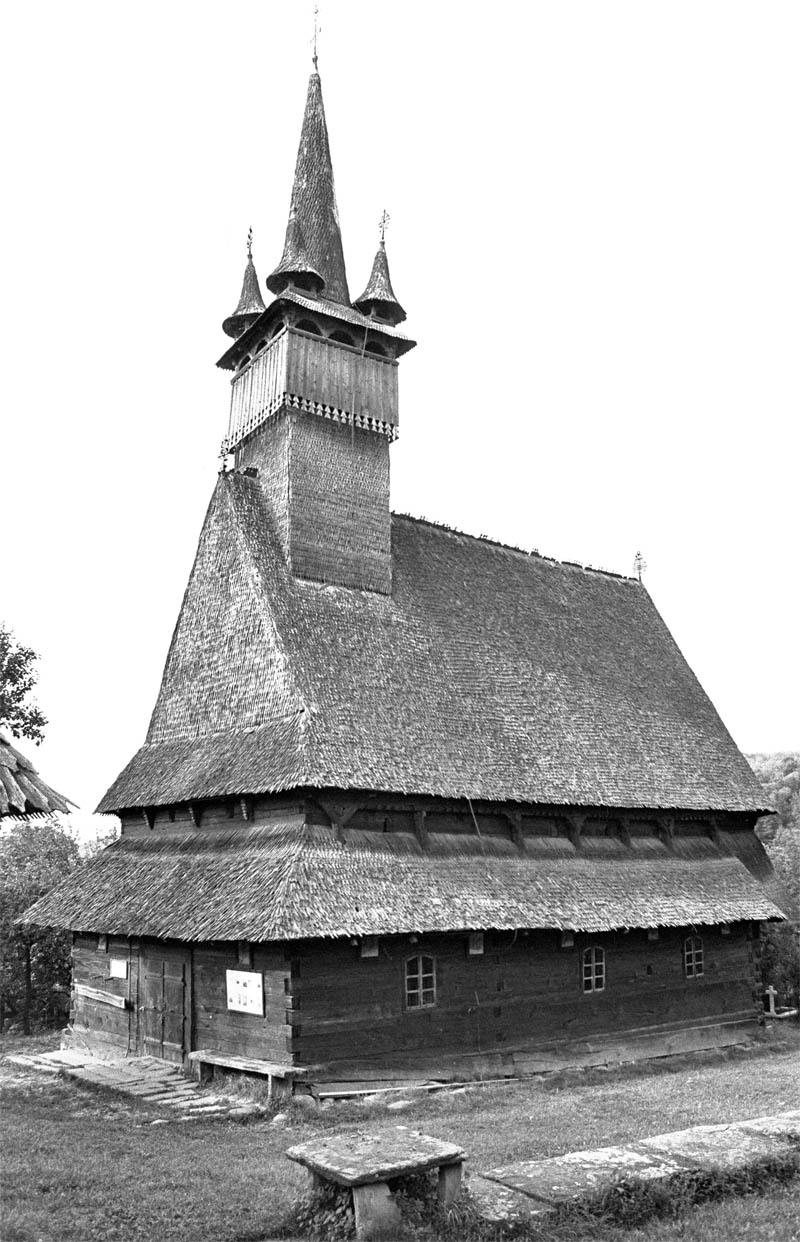
Budești Josani, biserică de lemn maramureșeană în cheotori, datată 1643, o construcție „magnifică” pentru epoca sa și mult după aceea. Foto: 1997

Bolta arcuită peste navă, „cerimea”, nu a permis descărcarea acoperișului direct pe pereți. Din acest motiv la noi au fost necesare cosoroabe așezate pe console în exteriorul pereților care să susțină și să descarce acoperișul. Această rezolvare, care a condus în timp la o adevarată artă a aripilor de console și la adăpostirea atâtor mese pentru moși, s-a potrivit la micile biserici de început. În secolul 17 și 18, când comunitățile au crescut, această soluție s-a dovedit fragilă la construcții de amploare, limitându-le capacitatea de a primi credincioși.
Din acest motiv bisericile de lemn românești au rămas cu preponderență de dimensiuni modeste. Schimbări radicale se puteau obține numai prin adoptarea unor soluții tehnice noi sau prin modificarea tipologiei planului, însă, acestea nu s-au impus la noi. Necesitățile au împins comunitățile la rezolvări alternative, specifice spațiului nostru, adaptate principiilor constructive înrădăcinate. Pentru ca bisericile de lemn să poată cuprinde cât mai mulți credincioși ele au fost prelungite spre apus, uneori chiar spre răsărit, și au primit pridvoare și streșini largi.
Trecerea la biserici de zid a fost, în perspectivă lungă, inevitabilă, favorizată de blocarea bisericii de lemn în soluții planimetrice și tehnice rigide.

## Meșterii de biserici
Ridicarea bisericilor de lemn a fost rezervată exclusiv meșterilor de biserici specializați. Cunoștințele necesare ridicării unei biserici de lemn în cheotori netede cu pereții drepți erau stăpânite numai de aceștia și au fost păstrate departe de uzul comun. Bărdașii satelor nu se puteau prinde decât la a-i ajuta pe meșterii de biserici, atunci când era nevoie de un nou lăcaș de rugăciune. Meșterii de biserici au împărțit tainele lor în cel mai bun caz numai cu alți dulgheri de biserici din alte părți. Peste tot unde ei activau, aceștia formau o elită distinctă, sprijinită de cler și de mireni, deopotrivă, în misiunea lor sacră.

## Distincție de profan

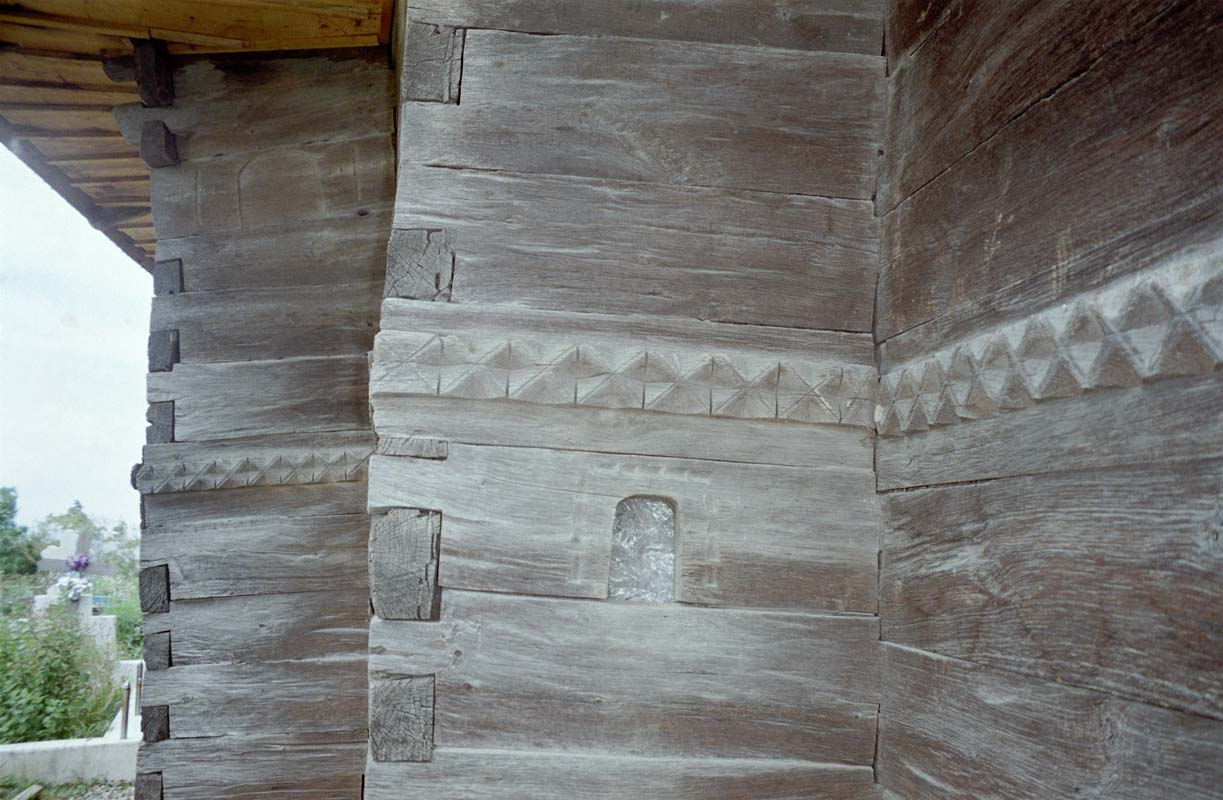
Miroslovești, Iași: biserică ridicată în 1756, cu cheotori bisericești, netede, și brâu median. Foto: 2002

Până spre sfârșitul secolului 18 cheotorile netede, uzual numite și bisericești, nu au fost folosite la construcții profane în lumea satelor românești. Când au început să fie folosite la case ele încheiau lemnele vetrei, se pare, tocmai pentru a sublinia valențele sacre ale acestui loc în spațiul locuit.
Trecerea la construcția de biserici de zid a grăbit transferul de cunoștințe dulgherești rezervate sacrului în profan. Astăzi vechile diferențe de statut, care odinioară semnalau prezența sacrului, sunt șterse. În satele de azi se văd case, grajduri, șuri, cotețe ridicate în cheotori altădată bisericești.

## Lăzile de zestre ale culturii românești
Bisericile de lemn din România sunt adevarate tezaure de cultură românească, cele mai multe dintre ele puțin documentate și cunoscute. Prin ele se păstrează o artă constructivă sacrală cu rădăcini adânci în istoria românilor, păstrată până în timpurile moderne prin meșteri de biserici itineranți specializați. Pe pereții interiori și uneori exteriori ai bisericilor s-au păstrat picturi murale, documente vii sau spălate de vremuri și uitare ale credinței poporului român.
Din inventarul mobil de altă dată, de o valoare inestimabilă, s-au păstrat, dar mai vârtos s-au tot împrăștiat și se mai împrăștie - chiar dacă stau sub blestem legate de rostul lor - o mulțime de icoane pe lemn, pe sticlă, xilogravuri, iconostase, uși, mese de altar, piese de mobilier, policandre, sfeșnice, lumânări, cruci, cărți, vase liturgice, odăjdii, clopote. Remarcăm în unele biserici documente vechi, diplome, fotografii, tablouri și chiar arhive parohiale sau private. Să nu uităm prosoapele în scoarțe vechi și culori vegetale, covoarele și broderiile în care stau veacuri de muncă de mână în poalele femeilor românce.
În lemnul bisericilor sunt încrustate o paletă complexă și variată de simboluri și motive decorative, menite să dialogheze cu credincioșii și să le înobileze viața spirituală. Se păstrează de asemenea numeroase inscripții, care, luate împreună, creează o adevărată arhivă a satelor românești. În acestea aflăm date, nume de ctitori, slujitori, conducători, meșteri, evenimente istorice sau naturale, scrieri în potcoave, rune, răboj, în grai, latinești, slavonești, ungurești, grecești, călindare, unități vechi de măsură, obiceiuri, credințe, superstiții, povești, boceli, versuri, formule de cântec și descântec și multe multe altele pe care le-au uitat până și bătrânele și bătrânii satelor.
În majoritatea bisericilor de lemn se țin slujbe și astăzi, la adăpost de vremuri, în locuri din ce în ce mai îmbâtrânite și mai uitate de lume. Tot de existența multor biserici se leagă încă supraviețuirea unor obiceiuri străvechi. Majoritatea bisericilor fac parte din identitatea așezărilor.

## Biblia săracilor

Breb, Maramureș: Fragment de pictură murală în tinda femeilor, prima jumătate a secolului 17. Una dintre cele mai vechi fragmente de pictură murală păstrate în bisericile de lemn românești. Foto: 1997

Bisericile de lemn au fost îmbrăcate, îndeosebi în secolele 17, 18 și 19, în veșmântul subțire și viu colorat al picturilor murale. Rostul picturilor murale a fost de a oferi pagini deschise în Biblie, cu imagini simbolice, adeseori lămurite în texte, pentru amărâții satelor și crângurilor românești, cei mai mulți analfabeți. Pictura murală a prins un deosebit avânt în Transilvania, în secolul 18, unde arta picturii a contribuit la educarea și emanciparea iobagilor români. La micuțele biserici de lemn din Sălaj zugravii au fost plătiți să întindă creațiile lor și pe pereții exteriori. În forme asemănătoare s–au petrecut lucrurile și în Oltenia, sub influența puternică a bisericilor de zid. Picturile murale din bisericile de lemn formează o bogăție vizuală și artistică ce racordează cultura românească, într-un ton propriu, la curenții mari de cultură europeană.
Soarta acestor file fragile de istorie, cultură și artă românească depinde cu totul de protecția și conservarea bisericilor de lemn. Pentru Transilvania, picturile murale formează cea mai bogată arhivă și una dintre singularele colecții de pictură românească. Acoperișurile găurite de vremi, restaurările fără documentare și fixare prealabilă, lipsa specialiștilor, renovările și repictările ilegale, instalațiile noi peste ochii sfinților și peste slova inscripțiilor au contribuit și continuă să contribuie la distrugerile și pierderile masive din ultimul secol.

## Misterul portalelor

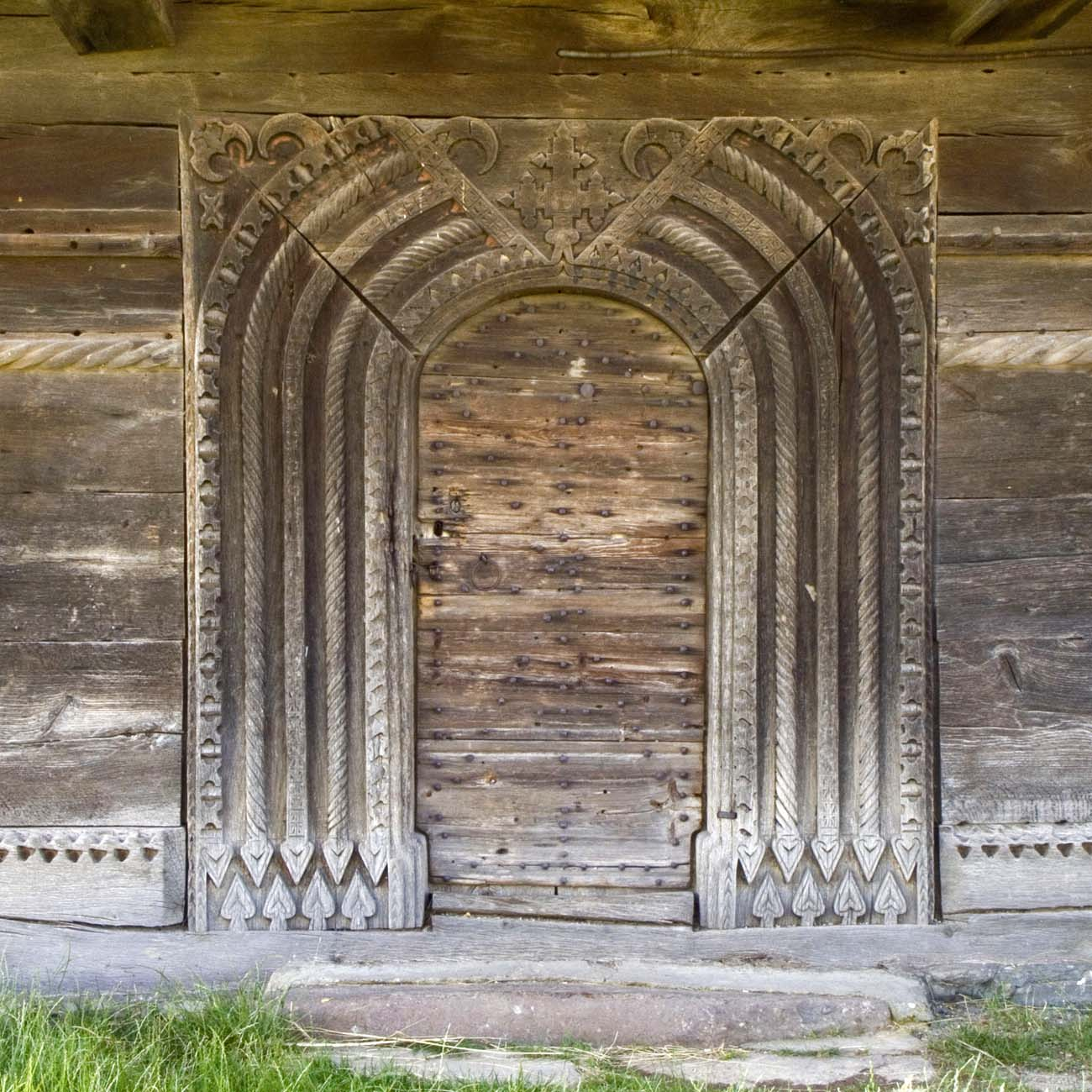
Brădet, Bihor. Portalul emblematic al meșterului Mândruțu din Țara Abrudului, 1733. Foto: 2008

Una din trăsăturile cele mai caracteristice, interesante și mai învăluite în mister ale bisericilor de lemn din România este limbajul sculptat al portalelor de la intrări. Portalele, la fel ca și gulerele și mânecile cămeșilor țărănești, au fost cel mai adesea locuri de trecere în plan atât fizic cât și simbolic. De aceea ele au fost protejate și investite cu multă atenție. Portalele bisericilor de lemn din România prezintă o mare varietate de cioplituri simbolice și decorative al căror limbaj rafinat a rămas astăzi puțin cunoscut.
Rădăcinile acestui limbaj aproape uitat merg mult în evul mediu. Se poate face o comparație cu portalele catedralelor gotice, care sunt încărcate de simbolism religios, sculptat într-un limbaj accentuat figurativ-descriptiv. Limbajul portalelor bisericilor de lemn din Carpați este de asemenea încărcat de simbolism religios însă este mai voalat, elementele lui definitorii fiind adesea geometrice: rozete, funii, unde de ape, roate, romburi ș.a. Figurile geometrice sunt completate de multe ori cu elemente figurativ-descriptive: cruci, brazi, flori, animale, păsări, corpuri cerești, obiecte, figuri umane. Toate aceste elemente sunt adesea îmbinate în compoziții de la cele mai simple la cele mai complexe, acoperind întreaga suprafață a portalului sau chiar continuându-se pe pereții din jur.
Compoziția și mesajul portalelor bisericilor de lemn se pot restrânge la cîteva teme principale, în ciuda diverselor forme și variante sub care apar. O temă de largă circulație, a cărui sens încă stă învăluit în mister, se poate vedea la biserica de lemn din Brădet, Bihor. Una din reprezentările particulare este cea a calendarului creștin, așa cum se poate observa la biserica de lemn din Sârbi Susani, în Maramureș.
Compozițiile portalelor sunt uneori repetate de la o biserică la alta într-o formă aproape identică. Această repetiție nu este întâmplătoare. Ea pare, de cele mai multe ori, să traseze itinerariul unor anumiți meșteri de biserici specializați care astfel și-au lăsat amprenta ca o marcă-semnătură pe lucrările lor. Din acest motiv cele mai multe semnături de meșteri s-au păstrat pe portale sau în imediata lor vecinătate. Câteva itinerarii de meșteri de biserici se pot urmări astfel în Transilvania de nord și în Maramureș. Uneori, însă, compoziția unui portal a devenit atât de emblematică, dacă nu chiar iconografică, încât alți meșteri de biserici au preluat-o întocmai. Un astfel de exemplu se află la Brădet, unde portalul „cu suliți” creat de meșterul Mândruțu din Țara Abrudului a stat model meșterilor ce s-au semnat pe bisericile din Valea de Jos, Rieni și Ghighișeni.
Documentarea și studierea portalelor în ansamblul lor, precum și salvarea lor acolo unde ele s-au păstrat refolosite în construcții secundare, care riscă să dispară, trebuie să fie una din prioritățile cercetării românești. Rezultatele vor aduce o contribuție valoroasă cunoașterii patrimoniului național și vor aduce încă o dată arta românească în atenția lumii.

## Vechime

Putna, Suceava: cea mai veche biserică de lemn din România, datată 1401-03, cu două prelungiri spre apus, prima în 1778 și a doua în 1871. Foto: 2002

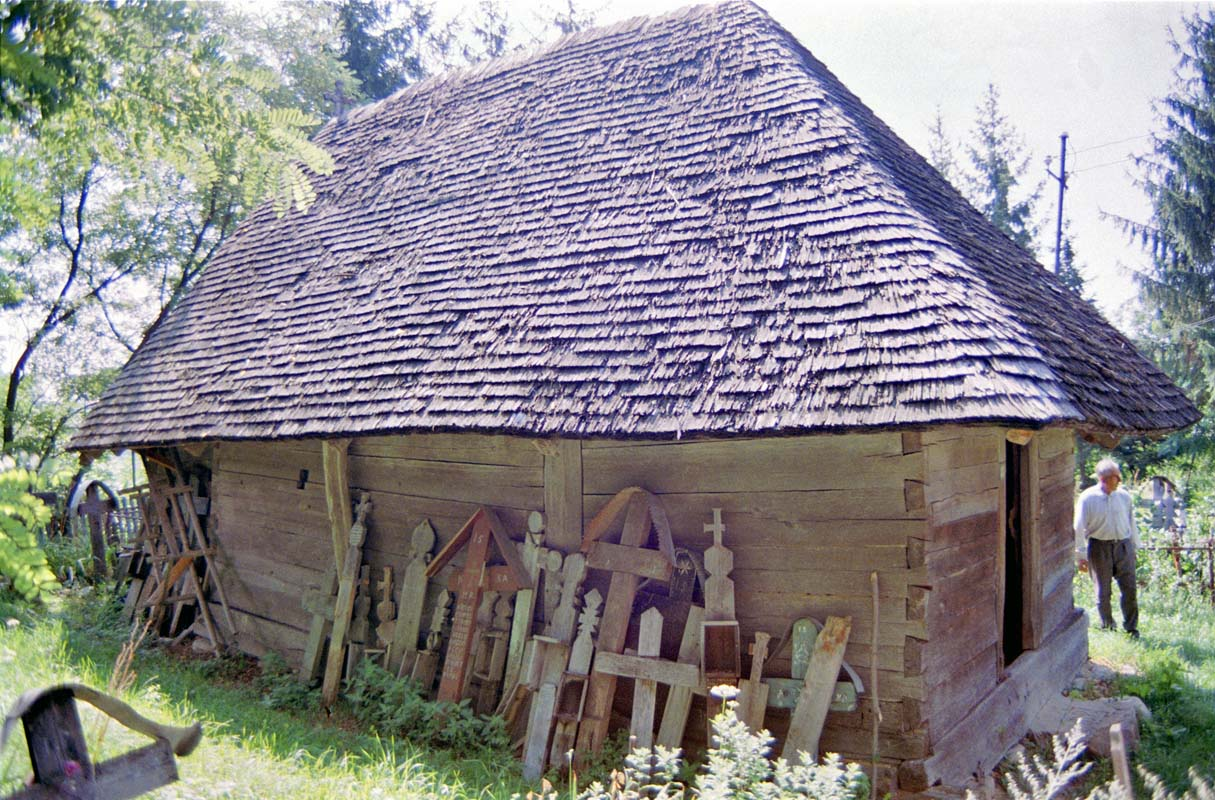
Marița, Vâlcea, datată 1556-57, cea mai veche biserică de lemn cunoscută la sud de Carpați. Foto: 2002

Datarea bisericilor de lemn a fost până acum dificilă acolo unde lipseau inscripțiile sau documentele. Primii istorici romantici au făcut datări fanteziste ce mergeau până în secolele XIII-XIV. Ca răspuns la aceste tendințe, următoarea generație de cercetători a luat o poziție extrem de reținută punând sub semnul întrebării existența bisericilor de lemn mai vechi de secolul al XVIII-lea. Inventarierea unei mari părți a bisericilor de lemn, desfășurată în ultimele decenii, a condus la identificarea multor inscripții, ceea ce a permis o datare relativă mai echilibrată. Cu toate acestea, vechimea multor biserici de lemn a rămas necunoscută. Metoda datării dendrocronologice poate schimba radical situația, după cum a fost deja de monstrat într-un proiect din 1997 în Maramureș.
Singura biserică de lemn medievală păstrată în România, cunoscută, ferm datată prin metoda dendrocronologică din primii ani ai secolului al XV-lea, se păstrează la Putna, în județul Suceava. E posibil să existe și alte biserici de lemn medievale încă păstrate dar trebuie să așteptăm progresul cercetărilor. În județul Suceava, la Mănăstioara, se află o biserică de lemn pe care tradiția o împinge mai mult de jumătate de mileniu în urmă, cândva după anul 1451. În județul Alba există o biserică de lemn, a fostei mănăstiri Lupșa, ce se crede a fi ridicată în 1429. Cercetările viitoare vor putea verifica aceste datări. O biserică din primul sfert al secolului al XVI-lea a fost demolată în 1947 în Văleni. Tot în Maramureș, la Cornești, altarul este datat din același prim sfert de secol XVI, iar la Breb turnul este adus de la o biserică din Copăciș ridicată în 1531. În Oltenia, la Marița, biserica de lemn este datată de o inscripție pe perete din 1556-57. Biserica de lemn din Pojogeni Văi cuprinde încă butea unui lăcaș cu trăsături foarte vechi, ce așteaptă o datare certă.

## Conservare

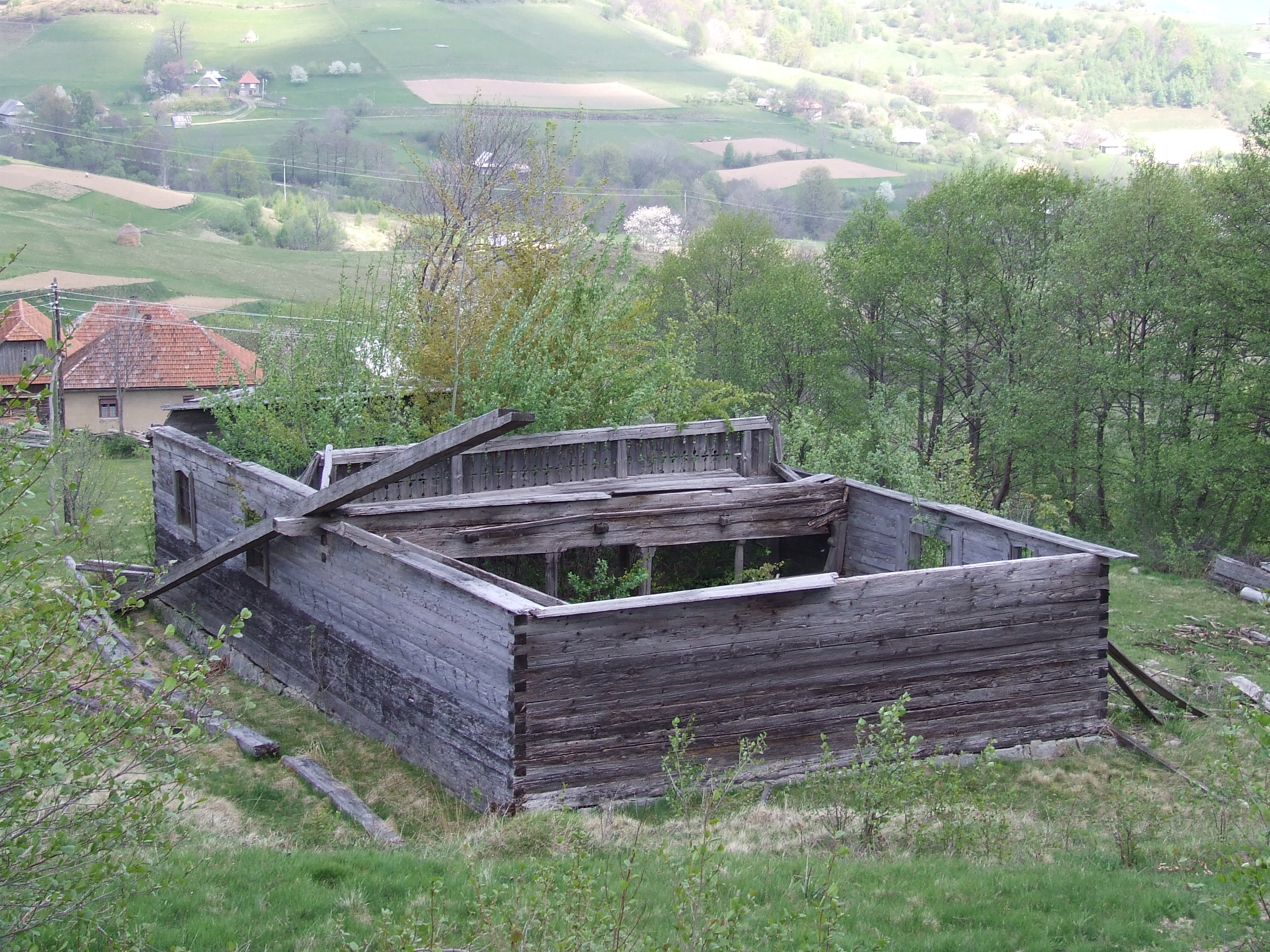
Vișagu, Cluj: ruinele bisericii de lemn din anii 1800. Foto 2009.

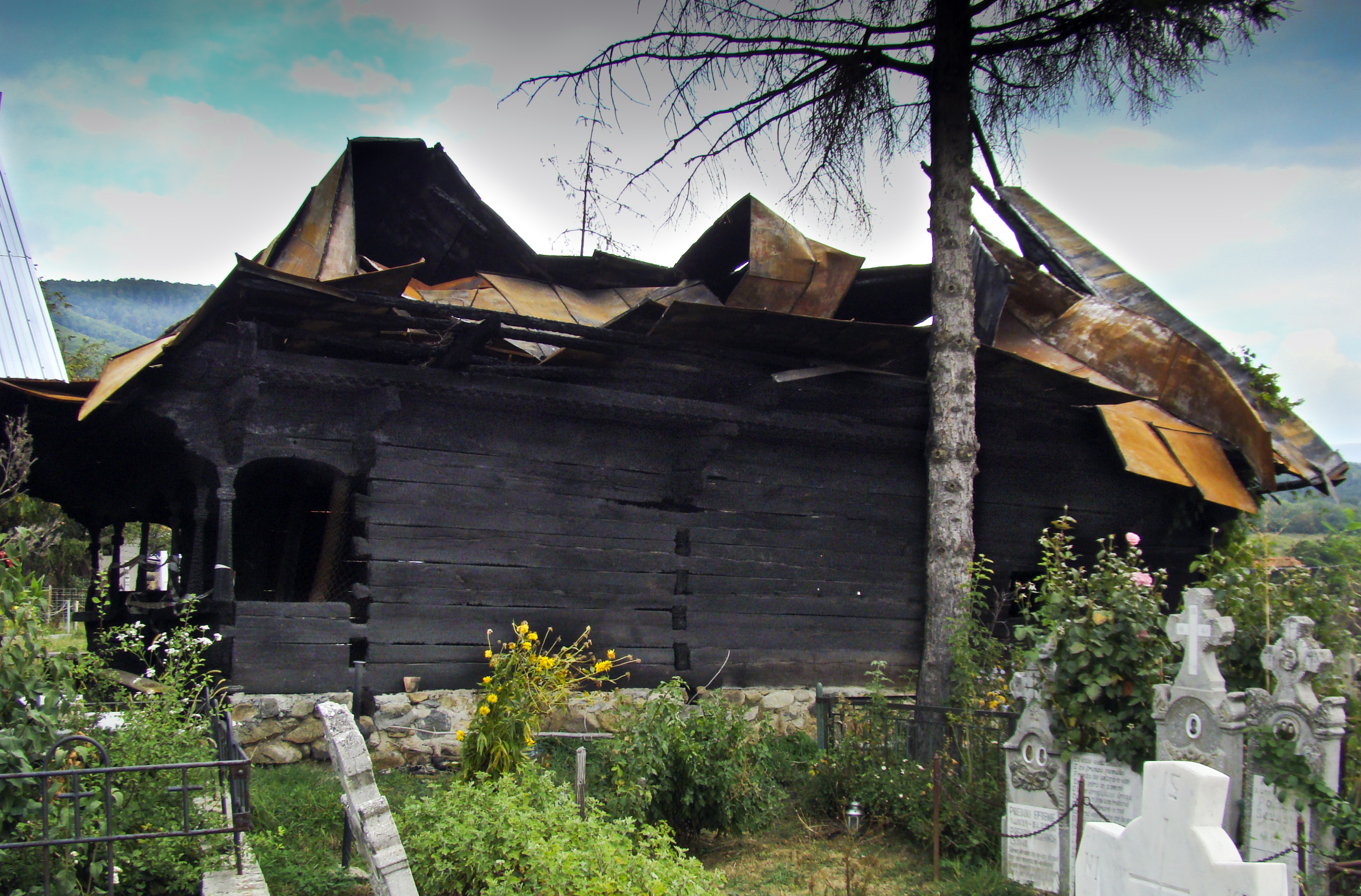
Pleșa, Gorj: butea parțial carbonizată și acoperișul futurist după incendiul din 2008. Foto 2009.

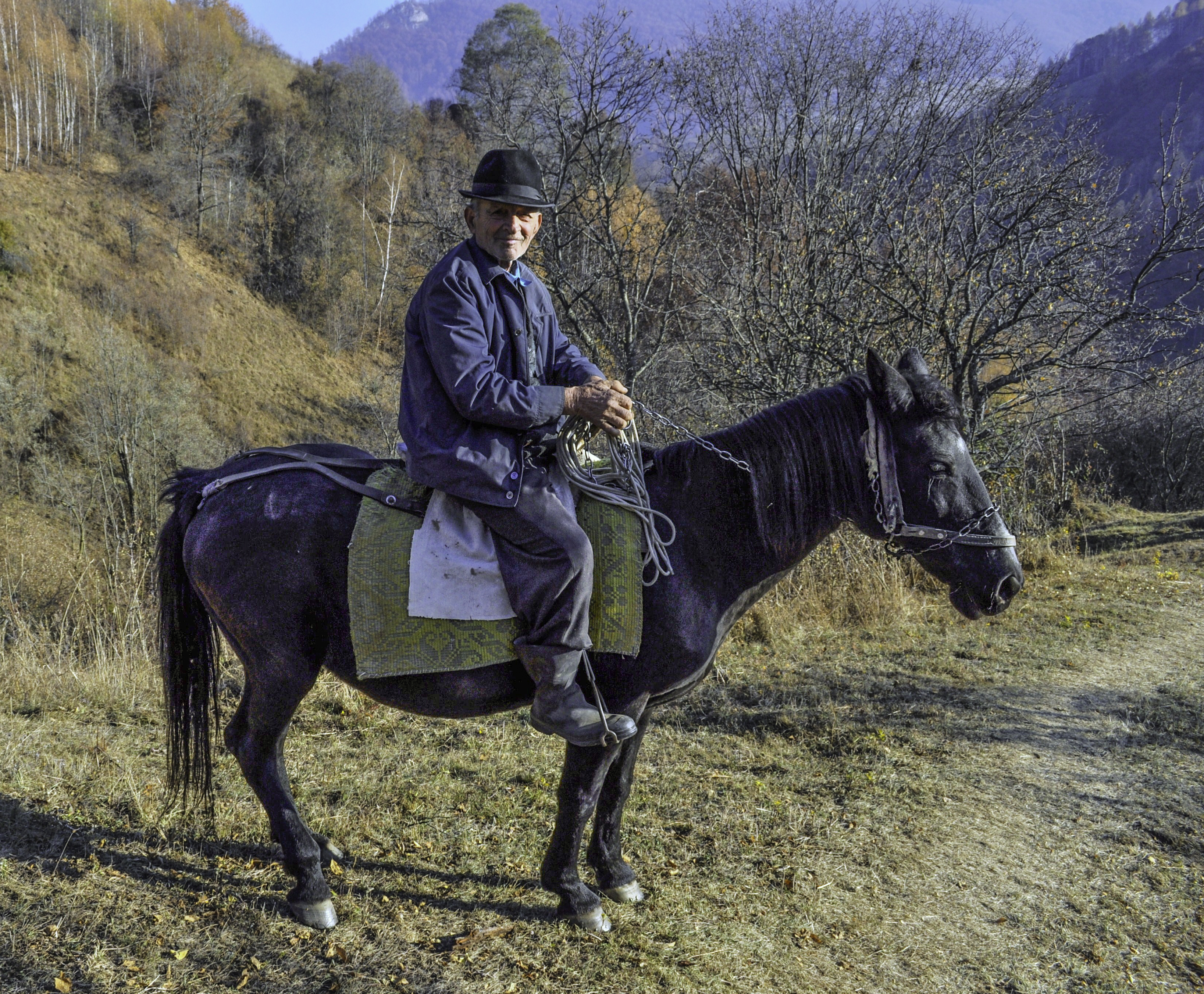
Dealul Geoagiului, Alba: sfătul Ion Bârluțiu, 83 de ani. Bisericile de lemn mai izolate stau în grija ultimilor lor credincioși. Foto: 2011.

Bisericile de lemn sunt cenușăresele spirituale ale României. Este adevărat că problema întreținerii bisericilor de lemn nu este nouă, dar nici așa de mare ca acum. Nevoile de conservare sunt în cele mai multe situații mult peste resursele locale. Restaurările conduse de specialiști sunt la rândul lor amețitor de scumpe și de multe ori exagerate.
Inițiativele de a salva bisericile de lemn nu sunt puține. Ministerul Culturii a contribuit la salvarea unor biserici de lemn de valoare. În altele locuri au fost enoriașii sau donatorii cei care au făcut fapte de laudă reparând și acoperind bisericile. În unele sate, primăriile, autoritățile județene, asociații culturale, organizații profesionale și chiar instituții de învățământ au făcut o investiție de lungă durată acoperind la timp lăcașurile de lemn. În câteva locuri, bisericile de lemn au fost strămutate în orașe, în curți de spitale, episcopii, muzee sau mănăstiri.
Pe de altă parte se poate constata că mai peste tot unde bisericile de lemn au fost părăsite și se degradează, enoriașii împreună cu păstorii și ierarhii lor au investit în ctitorii noi. De la an la an numărul bisericilor de lemn părăsite crește, iar interesul comunităților de a le întreține scade. Din cele care încă sunt în uz multe sunt grav alterate de modernizări inadecvate, dacă nu prefăcute din materiale noi. Cât va rămâne din acest tezaur generațiilor viitoare?

### În prag de dispariție?
Într-o stare mai mult sau mai puțin avansată de ruinare se află, spre exemplu biserica de lemn din Budești, județul Arad, bisericile de lemn din Vișagu, Sava, Pintic, Căianu, Săliștea Veche și Macău în județul Cluj, bisericile din Bidiu, Păltineasa și Șieu Sfântu din județul Bistrița Năsăud, cele din Almașu Mic, Alun, Chimindia, Baștea, Tomnatecu de Jos, Sălciva și Vălari din județul Hunedoara, Ilimbav din județul Sibiu, Grânari din județul Brașov, Mura Mare, Bobohalma, Mădărășeni, Troița, Cuci, Cuștelnic din județul Mureș, Frătești, Horezu, Pleșa, Boia, Lintea, Stroești, Cornetu și Slămnești, toate numai din județul Gorj, Budurăști, Chicirea-Leurda, Măgureni, Șirineasa, Sinești și Urși din județul Vâlcea, Vișina și Oncești din județul Dâmbovița, Chiojdeanca din județul Prahova, Călugăreni din județul Giurgiu. Pentru acestea și încă multe altele nevoia de protecție împotriva intemperiilor este imediată. Amânările duc inevitabil la o degradare din ce în ce mai accelerată. În multe cazuri o reparație a acoperișului ar fi suficientă pentru salvarea bisericii vechi de lemn pentru încă o generație de oameni, care poate vor fi în putere să facă mai mult.

### Demolări
Un fenomen mai puțin cunoscut, datorită (semi)ilegalității în care se desfășoară, este cel al demolărilor de biserici de lemn atât al celor declarate monument istoric, cât și al celor neprotejate de lege. Printre bisericile de lemn "protejate" a dispărut cea din Hăpria, județul Alba, demolată cu aprobări și acte în 2006. În 2004 au dispărut cele două bisericuțe de lemn din Șușani (jud. Vâlcea), care încă figurează pe lista monumentelor. În anul 2003 a fost demolată biserica de lemn din Bumbuia, Dâmbovița, una dintre ultimele ridicate în tehnica în căței care se mai păstrau în Muntenia. Se mai pot menționa biserica de lemn din Cecălaca (jud. Mureș), dispărută în anul 2000, și biserica de lemn din Trei Sate (jud. Mureș), refăcută din zid în 2004, după un lung proces de ruinare. Dintre bisericile de lemn necuprinse pe lista monumentelor istorice care au dispărut se pot exemplifica biserica din Solona (jud. Sălaj), demolată în anul 2002, și cea din Cerghid (jud. Mureș), demolată în 2005 fără a păstra martori materiali sau date documentare.

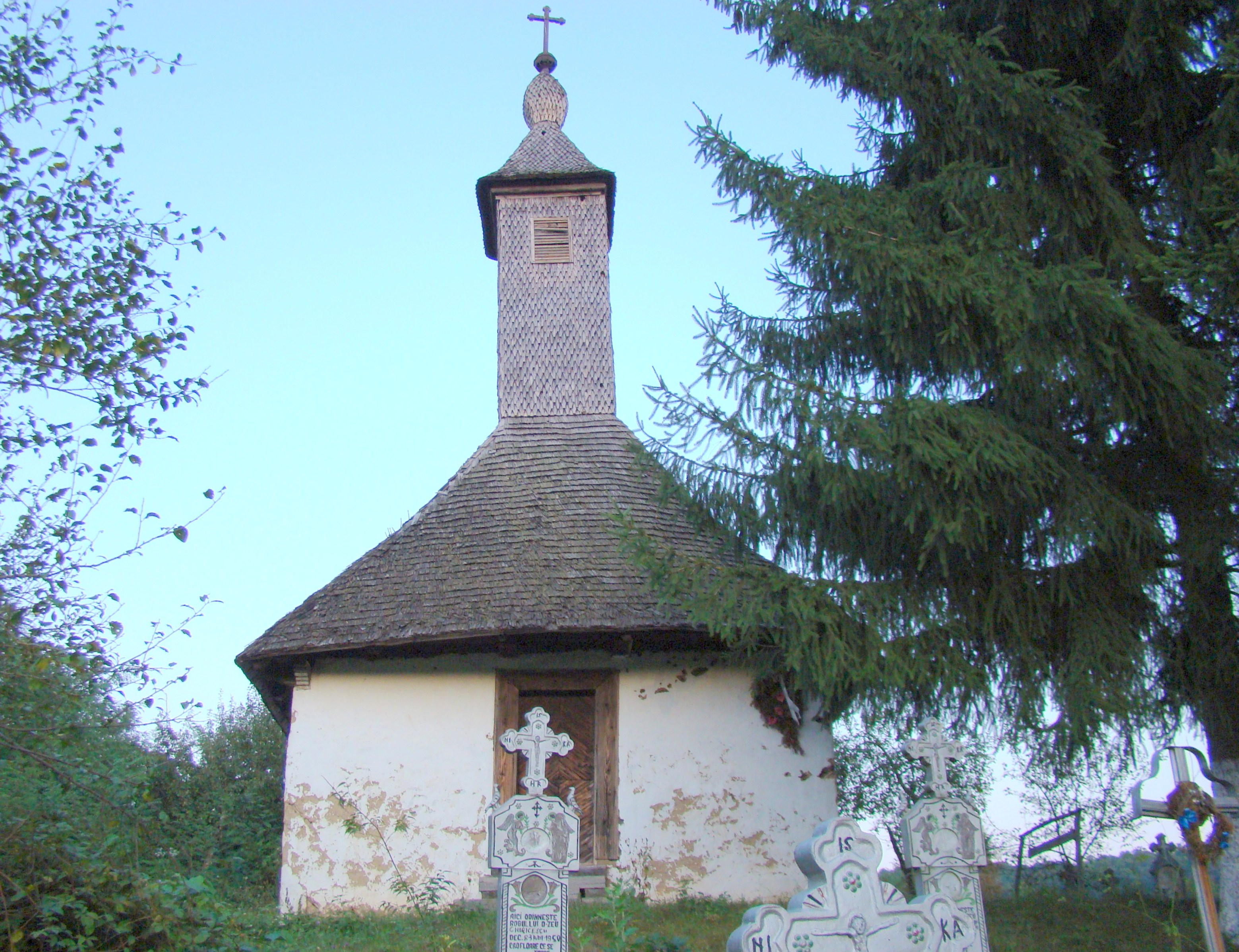
Biserica de lemn din Povârgina, județul Timiș, distrusă de un incendiu provocat din neglijență, în data de 23 martie 2015

### Torțe spre cer
Bisericile de lemn sunt în mod deosebit sensibile la incendii. Factorul uman și forțele naturii pot transforma în câteva ceasuri un monument de câteva veacuri în lemne carbonizate și cenușă. Acesta este motivul pentru care încă din vechime bisericile au fost adesea ridicate în afara vetrei satului, pe coline, păstrate la distanță de vetrele caselor și de acoperișurile lor de paie și draniță. În urmă cu câteva secole conflictele religioase conduceau la incendierea lăcașurilor unor comunități mai mult sau mai puțin tolerate. De aceea unele biserici a fost și sunt și azi puse anume sub blestem împotriva celor care din neglijență sau cu răutate le-ar da foc.
În zilele noastre un fulger, o lumânare, un foc uitat aprins în preajma bisericii, o instalație electrică defectuoasă, un aparat de încălzit neținut sub observație sau chiar un chiștoc de țigară aruncat la întâmplare cauzează dispariția multor biserici de lemn. Biserica din Moreni, Neamț, a ars în aprilie 2016 iar biserica din Povârgina, Timiș, în martie 2015. În același an, 2015, dar la începutul lunii septembrie, a ars complet bisericuța din lemn din satul Sânmărghita, județul Mureș, ce purta hramul „Sfinții Arhangheli Mihail și Gavriil”. Din cauza instalațiilor electrice improprii au ars biserica de lemn din Glodghilești, Hunedoara, în noiembrie 2012, iar în iulie biserica de lemn din Tomulești, Giurgiu, una din ultimele rămase în zonă. În iunie a ars frumoasa biserică de lemn din Dealu Negru iar în martie, același an, a ars până la temelii valoroasa biserică de lemn din Gialacuta, Hunedoara, de la miriști aprinse în satul vecin. În anul 2011 a ars biserica de lemn din Poiana Largului, Neamț. În 2010 au ars biserica de lemn din Vârteșca, Sălaj, și cea din Prădăiș, Bacău. În 2009 au ars nu mai puțin de șapte biserici de lemn, precum cea din Valea Ierii, județul Cluj, biserica aproape în ruină din Vingard în județul Alba, frumoasa biserică din Soconzel, Satu Mare, biserica din Purcăreni, Argeș, cea din Odăile, Buzău, din Viltotești, Vaslui, și cea din Satu Mare, com. Crucea, Suceava. Biserica din Dângău Mic a fost parțial distrusă de foc în același an. În anul 2008 au ars biserica de lemn din Portari, județul Vaslui, și cea din Pleșa, județul Gorj. Biserica de lemn din Coaja, Hunedoara, a ars în anul 2007. În 2006 a ars biserica de lemn din Mănăstirea Tarnița, județul Vrancea și cea din Comănești-Gănești, județul Gorj. Ceva mai devreme a ars biserica de lemn din Muntele Rece, Cluj. În Sinești, Vâlcea, acoperișul și bolțile au ars în 2002, dar butea cu frumoasele ei zugrăveli a fost lăsată apoi în bătaia vremurilor. Prețioasa biserică de lemn de la Mitrofani-Schit, în care tradiția păstrează amintirea cununiei lui Mihai Viteazul, a ars în anul 2000. Acest proces nu poate fi oprit în totalitate dar se pot face multe pentru a fi limitat.

## Recorduri
Cea mai înaltă biserică de lemn din lume este cea de la Mănăstirea Săpânța - Peri.